# Tejas Verdes: diario de un campo de concentración en Chile
Tejas Verdes. Diario de un campo de concentración en Chile es un texto testimonial del escritor y poeta chileno Hernán Valdés. Publicado en 1974 por la editorial Ariel (España), relata las vivencias del autor después del golpe militar de 1973 encabezado por el general Augusto Pinochet contra el gobierno de izquierda de Salvador Allende, desde el momento en que es secuestrado en su residencia en Santiago y llevado al campo de detención Tejas Verdes, ubicado en el antiguo departamento de San Antonio, hasta su liberación. Se trata del primer testimonio de su tipo en Chile, y posiblemente el más importante. Ha sido reeditado varias veces, además de traducido.

## Objetivos
Según se desprende de los prólogos a las distintas ediciones, los objetivos y significación que para el autor tiene el texto fueron cambiando a lo largo de los años. 
En la edición de 1974 lo que primaba, según el autor, era la urgente necesidad de denuncia de la situación chilena, y su experiencia la englobaba en una vivencia colectiva. 
En el prólogo a la segunda edición española, salida en la desaparecida editorial Laia cuatro años más tarde, Valdés decía: 

Ahora, pasados más de cuatro años de la publicación original y tras ese contacto con tan diversos lectores, mi concepción del libro no puede ser la misma, por la simple razón de que el libro ya no es aquel que escribí entonces; es algo más, hay un aporte del receptor incorporado en él. Por otra parte, ni el autor ni las circunstancias descritas hemos permanecido estáticos. Este libro no pretiende seguir presentándose hoy como una denuncia inmediata de los hechos relatados; pero sí pretende seguir siendo un instrumento de denuncia permanente de aquella obscena brutalidad —resumida ya con el nombre de dictadura, ya de fascismo, según los gustos del oprimido— que la derecha en peligro se siente obligada a practicar de tiempo en tiempo, aquí o allá, para detener la historia.

Una vez terminada la dictadura, el texto ya no podía cumplir el objetivo de denuncia de una situación pretérita y sobre la que existían numerosos otros testimonios. Tejas Verdes pasó a ser un texto que reflejaba una experiencia individual, colectiva y que se enmarca políticamente ya no en el plano exclusivo de la denuncia, sino en el de la memoria.
Valdés no pudo llevar, en los distintos lugares donde permaneció desaparecido, un registro diario de sus experiencias por lo que, según aclara en el prólogo, el texto debe entenderse como un «diario reconstituido», que registra los sucesos sufridos desde el 12 de febrero de 1974 hasta el 15 de marzo del mismo año, momento en que finaliza su cautiverio.

## Publicación
Hernán Valdés se exilió, después de ser liberado, en España, país que vivía el último año de la dictadura franquista. 
El que un texto como el de Valdés haya podido pasar la censura se debe al hecho fortuito de que, al momento de su publicación, había una disputa entre Chile y España, razón por la cual, y como represalia, el régimen permitió la publicación del libro, que estuvo a cargo de la editorial barcelonesa Ariel, en 1974.
En Chile Tejas Verdes salió a la luz 22 años más tarde, en 1996, en la editorial LOM y su aparición impulsó la emergencia de la figura de los supervivientes, que, hasta entonces, habían sido ignorados sistemáticamente. Taurus Chile, sello del Grupo Prisa, la volvió a reeditar en 2012.
La tardanza de la aparición del libro en su patria, Valdés la explica así: 

Algunos intentos para reeditarlo encontraron fuertes oposiciones. No de los militares, que por entonces eran ya indiferentes al poder de las palabras, sino de personeros influyentes de partidos de izquierda.

Esta reticencia por parte de la izquierda se explica porque, mientras tanto, Valdés había escrito una novela crítica hacia ella, A partir del fin. Como dice el profesor Ricardo Cuadros: 

En 1974 Hernán Valdés había publicado Tejas Verdes, el mejor relato que existe sobre el dolor de un sujeto sometido al vejamen militar en los primeros meses de la dictadura. Este libro preciso [...] recibió en su momento una lectura exclusivamente político contingente -hoy existe una reedición de este libro y nuevas lecturas de él- y fue aclamado como relato paradigmático de la lucha antidictatorial. Siete años después, en 1981, la publicación de A partir del fin dejó estupefactos a los admiradores de Valdés. No podían creer que el mismo autor de aquel testimonio, tan adecuado a la causa, hubiera derivado hacia una crítica que nadie le había pedido, que 'le hacía el juego a la derecha' al detenerse en las contradicciones del discurso izquierdista, acudiendo para remate a Salvador Allende como figura validadora de ese discurso y esas contradicciones.

## Cronología
Valdés comienza su relato el día martes 12 de febrero de 1974 a las 6:30 de la tarde, ya durante la dictadura de Pinochet. Se encuentra viviendo el drama de muchos, esperando en casa un pasaporte para huir del país que se encuentra en una compleja situación política. Aquel mismo día, en su departamento, agentes armados hacen un allanamiento de morada, es detenido sin que se le presenten cargos y llevado al lugar en que le realizan el primer interrogatorio.

## Contexto histórico
Después del golpe de Estado en 1973, la literatura chilena se vio fraccionada en su desarrollo. Producto de este corte histórico, se vio dividida en la literatura de in-xilio, como la llama el crítico Grínor Rojo, o del interior (realizada por los escritores que permanecieron en el país) y literatura de exilio o del exterior (escritores exiliados escriben en el extranjero).
La primera etapa de los escritores chilenos exiliados, a la que pertenece la obra de Valdés, "estuvo definida por una literatura de carácter testimonial de esa nueva realidad, cuya perspectiva fue la del testigo". Por lo tanto, los contenidos de esta narrativa privilegiaban las experiencias de tortura, exterminio y el trauma de integrarse a países donde la cultura y la lengua le eran ajenos al escritor.

## Regimiento N.º2 de Ingenieros Tejas Verdes
El Regimiento N.º 2 de Ingenieros Tejas Verdes es una Unidad Sede de la Escuela Militar. Se encuentra en Av. Arrayán S/N, Población Tejas Verdes, en la Provincia de San Antonio.
A partir del golpe militar del 11 de septiembre de 1973 hasta mediados de 1974, fue utilizado como campo de concentración y centro de tortura, durante la dictadura militar encabezada por el General Augusto Pinochet.